# Flickan från tredje raden
Flickan från tredje raden är en svensk dramakomedifilm från 1949 i regi av Hasse Ekman. I viktigare roll ses Ekman själv och – i titelrollen – Eva Henning.

## Handling
En märklig ring passerar många händer. Den hittas och förloras av många människor men den ger alltid sin bärare nytt hopp för framtiden. En ängel övervakar dess lopp. 
Teaterdirektören Sture Anker har precis gjort fiasko på sin teater med en egenhändigt skriven pjäs om livets meningslöshet där han spelat huvudrollen. När den uttråkade publiken lämnat salongen är det bara att vänta på recensionerna. Sture är ensam på teatern, tror han i alla fall, men plötsligt kliver en flicka fram ur mörkret. Hon kommer från tredje raden, säger hon, och börjar berätta en historia om en ring. En ring som lär ut att livet alls inte är meningslöst eller baserat på slumpen. Historien startar hos Vilma Andersson, en gammal gumma, som för att hjälpa ett ungt par säljer det käraste hon äger, en ring hon fått i sin ungdom av sin stora kärlek. På så vis färdas ringen vidare… 

## Om filmen
Filmen har visats i SVT vid ett flertal tillfällen, bland annat 1996, 2000, 2003, 2004, 2009, 2012, 2015, 2018, 2020, 2022 och i januari 2025.

## Kritik
Men just den där blandningen av och leken med olika stilinslag och litterära synsätt är mycket roande därför att det är så opretentiöst gjort. Jag skulle tro att detta är den tekniskt skickligaste filmprodukt Hasse Ekman åstadkommit. Aftontidningen 30 augusti 1949
Faran för Ekman är att han när han tror att han har skrattarna på sin sida blir så rolig att han går upp i falsetten och spräcker rösten. Han har mera takt när han spelar på de sentimentala strängarna. Hilda Borgströms underbart fårade ansikte kan han studera med varsamhet och rentav vördnad och i historien om artistparet som tror att de måste lämna bort sin lilla flicka, bryter han verkningsfullt det tårdrypande med det lustiga och näpna. Georg Svensson i Bonniers litterära magasin nr 8 1949

## Rollista i urval
- Hasse Ekman – Sture Anker, teaterdirektör
- Hilda Borgström – Vilma Andersson
- Maj-Britt Nilsson – Birgit
- Sven Lindberg – Göte
- Eva Henning – Ängeln
- Gunnar Olsson – juvelerare Lilja
- Sigge Fürst – Gusten Örjevall
- Siv Thulin – Sonja Örjevall
- Stig Olin – Kalle
- Ingrid Backlin – syster Maj
- Gunnar Björnstrand – Edvin Burelius
- Hilding Gavle – Fredrik Antonsson
- Barbro Hiort af Ornäs – Dagmar Antonsson
- Erik "Bullen" Berglund – generalkonsul Claes C:son Burén
- Mimi Nelson – Topsy, nummerflicka på varietén
- Ragnar Arvedson – Ekberg, restaurangchef
- Märta Dorff – Connie C:son Burén, generalkonsulinna
- Wiktor "Kulörten" Andersson – Lager, teatervaktmästaren
- Stig Olin – Kalle Nilsson, konstnär
- Aurore Palmgren – fru Blomqvist, Majs mor
- Gösta Cederlund – direktör Hjalmar Haller
- Francisca Lindberg – den lilla flickan Charlotte, dotter till Birgit och Göte
- Sven Arefeldt – sjungande pianist
- Felix Alvo – restaurangvaktmästare

## Musik i filmen
- "Denna ringen den skall vandra"
- "Baby", kompositör Sven Arefeldt, text Roland Eiworth, sång Sven Arefeldt
- "Improvisation (Carlberg)", kompositör Sten Carlberg, instrumental
- "Sommarafton", kompositör Sune Waldimir, instrumental
- "Sjungom studentens lyckliga dag", kompositör Prins Gustaf, text Herman Sätherberg
- "There's a Tick in My Heart", kompositör Sven Arefeldt, text Roland Eiworth, sång Sven Arefeldt

## DVD
Filmen gavs ut på DVD 2008.